# Гиошешти (Прахова)
Гиошешти (рум. Ghioșești) насеље је у Румунији у округу Прахова у општини Комарник. Oпштина се налази на надморској висини од 630 m.

## Становништво
Према подацима из 2002. године у насељу је живело 3466 становника, од којих су сви румунске националности.